# Абульхасан Раджи
Абульхасан Раджи (азерб. Əbülhəsən Raci; 1831, Тебриз, Каджарское государство — 1876, Красное море, Эмират Неджд) — азербайджанский поэт XIX века.

## Биография
Абульхасан Раджи родился в квартале Хиябан города Тебриз в 1831 году, где вырос и получил образование. Позже занимался торговлей. Он посещал город Кербела, который является значимым местом для шиитов. В 1875 году, когда поэт возвращался с хаджа в Мекку, его корабль затонул в Красном море и он погиб.

## Творчество
Раджи известен своими произведениями на азербайджанском и персидском языках. В Тебризе был издан его диван, который включал в себя оды, полустишия, газели на азербайджанском и персидском языках, траурные стихи о мученической смерти жертв битвы при Кербеле, рубаи, теджнисы. Произведения Раджи выделялись юмором и сатирикой. Газели и имя поэта были широко распространены среди народа, что их читали на праздниках и свадьбах:
Зачитай газель на тюркском, Раджи,
Пусть поёт этот красавец Раджи,
Да будет началом сведущий Раджи

Знак любви горю.
После Дахиля Марагаи Абульхасан Раджи является вторым по значимости азербайджанским поэтом, писавшим новха о трагедии в Кербеле.